# Polymerurus entzii
Polymerurus entzii är en djurart som tillhör fylumet bukhårsdjur, och som först beskrevs av Daday 1882.  Polymerurus entzii ingår i släktet Polymerurus och familjen Chaetonotidae. Inga underarter finns listade i Catalogue of Life.